# Maciej Bielec
Maciej Bielec (ur. 13 listopada 1995 w Sanoku) – polski hokeista.
Syn Andrzeja (1956-2015), także hokeisty, występującego w barwach Stali Sanok. Był uczniem II Liceum Ogólnokształcącego im. Marii Skłodowskiej-Curie w Sanoku.

## Kariera
- KH Sanok do lat 18 (2011-2012)
- KH Sanok do lat 20 (2012-2013)
- HK Poprad do lat 20 (2013-2015)
- KH Sanok do lat 20 (2014/2015)
- UKH Dębica (2014/2015)
- Ciarko PBS Bank KH Sanok (2014/2015)
- Ciarko PBS Bank STS Sanok (2015-2016)
- GKS Katowice (2016-2017)
- Ciarko KH 58 Sanok (2017-2019)
- UKS MOSiR Sanok (2019-2020)
- Ciarko STS Sanok (2020-2022)
- Katowice Naprzód Janów (2022-)

Wychowanek sanockiego klubu hokejowego. Występował w drużynach juniorskich klubu z Sanoka, a ponadto grał w słowackiej lidze juniorskiej. W seniorskiej Polskiej Hokej Lidze zadebiutował w sezonie 2014/2015. Pierwszego gola zdobył w następnej edycji 2015/2016 25 października 2015 w meczu przeciw SMS U20 Sosnowiec. Od lipca 2016 do końca sezonu PHL 2016/2017 był zawodnikiem GKS Katowice. W lipcu 2017 podpisał kontrakt na występy w reaktywowanym sanockim zespole, zgłoszonym do sezonu 2. ligi słowackiej 2017/2018. W sezonie 2019/2020 grał nadal w 2. lidze słowackiej w barwach zespołu pod szyldem UKS MOSiR Sanok. W 2020 został zawodnikiem reaktywowanego klubu STS Sanok, powracającego po czterech latach przerwy do występów w PLH edycji 2020/2021. Po sezonie ekstraligowym 2021/2022 przeszedł do Naprzodu Janów.
W barwach reprezentacji Polski do lat 18 uczestniczył w turnieju mistrzostw świata juniorów do lat 18 w 2013 (Dywizja IB), a w barwach reprezentacji Polski do lat 20 w turnieju mistrzostw świata juniorów do lat 20 w 2014 (Dywizja IA).
Podjął występy w Sanockiej Lidze Unihokeja w barwach drużyny TG „Sokół” Sanok.

## Sukcesy
Klubowe
- Złoty medal XIX Ogólnopolskiej Olimpiady Młodzieży: 2013 (juniorzy młodsi)[9][10]
- Złoty medal mistrzostw Polski juniorów: 2015 z KH Sanok do lat 20